# Kampung Rempak
Kampung Rempak is een bestuurslaag in het regentschap Siak van de provincie Riau, Indonesië. Kampung Rempak telt 5197 inwoners (volkstelling 2010).